# Tsubetsu (Hokkaidō)
Tsubetsu (津別町, Tsubetsu-chō) est un bourg du district d'Abashiri, situé dans la sous-préfecture d'Okhotsk, sur l'île de Hokkaidō, au Japon.

## Géographie

### Démographie
Au 26 décembre 2014, la population de Tsubetsu s'élevait à 5 231 habitants répartis sur une superficie de 716,60 km2.

### Climat
| Mois                                             | jan.     | fév.       | mars       | avril      | mai       | juin      | jui.      | août      | sep.      | oct.      | nov.      | déc.      | année      |
| ------------------------------------------------ | -------- | ---------- | ---------- | ---------- | --------- | --------- | --------- | --------- | --------- | --------- | --------- | --------- | ---------- |
| Température minimale moyenne (°C)                | −15,3    | −15,3      | −8,6       | −1,2       | 4,6       | 9,5       | 14        | 15,2      | 10,4      | 3,2       | −3,1      | −11,5     | 0,1        |
| Température moyenne (°C)                         | −8,5     | −7,9       | −2,3       | 4,7        | 10,8      | 15        | 18,8      | 19,8      | 15,7      | 9,1       | 2,2       | −5,4      | 6          |
| Température maximale moyenne (°C)                | −2,3     | −1,5       | 3,2        | 10,8       | 17,5      | 21,2      | 24,6      | 25,4      | 21,7      | 15,6      | 7,8       | 0,5       | 12         |
| Record de froid (°C) date du record              | −28 2000 | −28,7 2020 | −21,6 1995 | −14,4 2012 | −4,1 2000 | −0,7 1989 | 4,1 1993  | 5,9 1993  | 0,6 2001  | −5,8 2004 | −17 1998  | −24 2012  | −28,7 2020 |
| Record de chaleur (°C) date du record            | 9,5 2015 | 11,7 2020  | 16,4 2018  | 31,1 1998  | 38 2019   | 36,7 2014 | 37,1 2021 | 37,7 1994 | 32,7 1999 | 26,7 2019 | 20,8 2015 | 15,3 1989 | 38 2019    |
| Ensoleillement (h)                               | 124,2    | 134,5      | 164,2      | 164,5      | 173,6     | 160,6     | 157,5     | 152,1     | 150,8     | 160,7     | 137,1     | 130,9     | 1 810,9    |
| Précipitations (mm)                              | 41,6     | 28,5       | 33,4       | 48         | 56,3      | 65,7      | 90,7      | 126,7     | 122,2     | 79,4      | 45,2      | 49,5      | 787,1      |
| dont neige (cm)                                  | 126      | 108        | 99         | 22         | 2         | 0         | 0         | 0         | 0         | 0         | 15        | 107       | 480        |
| Nombre de jours avec précipitations              | 9,6      | 7,4        | 9,3        | 9,3        | 9,8       | 10,2      | 11,4      | 12,2      | 11,4      | 9,2       | 8         | 9,4       | 117,2      |
| dont nombre de jours avec précipitations ≥ 10 mm | 0,9      | 0,6        | 0,6        | 1,6        | 1,9       | 1,8       | 3,1       | 3,9       | 3,5       | 1,9       | 1,5       | 1,5       | 22,7       |
| Nombre de jours avec neige                       | 12,5     | 11,5       | 11,1       | 2,2        | 0,2       | 0         | 0         | 0         | 0         | 0         | 1,8       | 10,2      | 49,6       |

| Diagramme climatique                                  |               |             |            |             |             |            |               |               |             |             |              |
| J                                                     | F             | M           | A          | M           | J           | J          | A             | S             | O           | N           | D            |
| −2,3−15,341,6                                         | −1,5−15,328,5 | 3,2−8,633,4 | 10,8−1,248 | 17,54,656,3 | 21,29,565,7 | 24,61490,7 | 25,415,2126,7 | 21,710,4122,2 | 15,63,279,4 | 7,8−3,145,2 | 0,5−11,549,5 |
| Moyennes : • Temp. maxi et mini °C • Précipitation mm |               |             |            |             |             |            |               |               |             |             |              |

## Histoire
Le bourg de Tsubetsu a été fondé en 1919.

## Symboles municipaux
La fleur symbole de Tsubetsu est le muguet.